# Marivan
Marivan este un oraș din Iran.